# Bernard Dietz
Bernard Dietz (ur. 22 marca 1948 w Hamm) – były niemiecki piłkarz i trener. Występował na pozycji obrońcy.

## Kariera klubowa
Dietz profesjonalną karierę rozpoczynał w MSV Duisburgu. W barwach tej drużyny zadebiutował 5 września 1970 w wygranym przez jego zespół 2:0 pojedynku z Werderem Brema, rozegranym w ramach rozgrywek Bundesligi. W tamtym meczu strzelił także gola. Szybko wywalczył sobie miejsce w składzie ekipy z Duisburga i stał się jej podstawowym graczem. W debiutanckim sezonie 1970/1971 w lidze zagrał 30 razy i zdobył 4 bramki. W 1975 roku dotarł z klubem do finału Pucharu Niemiec, gdzie jednak jego klub Eintrachtowi Frankfurt 0:1. W sezonie 1975/1976 Dietz występował z klubem w Pucharze UEFA. Dotarł z nim wtedy do drugiej rundy tych rozgrywek. W 1978 roku zajął z klubem szóste miejsce w lidze, co było najlepszą pozycją w trakcie jego gry w Duisburgu. W sezonie 1978/1979 drugi raz zagrał z klubem w Pucharze UEFA i wówczas zakończył go z nim na półfinale. W duisburskiej drużynie spędził łącznie w dwanaście lat. W tym czasie wystąpił tam w 396 ligowych spotkaniach i zdobył w nich 70 bramek.
W 1982 roku przeniósł się do innego pierwszoligowca - FC Schalke 04. Pierwszy występ zanotował tam 21 sierpnia 1982 w przegranym przez jego zespół 2-4 ligowym meczu z Borussią Mönchengladbach. Na koniec pierwszego sezonu w barwach ekipy z Gelsenkirchen, uplasował się z nią na szesnastej pozycji w Bundeslidze i po barażach spadł z nią do drugiej ligi. Tam jego klub spędził rok, a potem powrócił do pierwszej ligi. W Schalke Dietz spędził pięć sezonów i łącznie rozegrał tam 135 spotkań, a także strzelił 8 goli. W 1987 roku postanowił zakończyć karierę.

## Kariera reprezentacyjna
Dietz jest byłym reprezentantem RFN. W drużynie narodowej zadebiutował 22 grudnia 1974 w wygranym przez Niemcy 1-0 meczu eliminacji Mistrzostw Europy 1976 z Maltą. W 1976 roku Dietz został powołany do kadry na Euro 1976, w którym Niemcy dotarli do finału, ale przegrali tam po rzutach karnych z Czechosłowacją. Był także uczestnikiem Mistrzostw Świata w 1978 roku (druga runda) i Mistrzostw Europy w 1980 roku (zwycięstwo), na których był kapitanem swojej drużyny. W drużynie narodowej Dietz wystąpił łącznie 53 razy.

## Kariera trenerska
Po zakończeniu kariery został trenerem. Jego pierwszym klubem był trzecioligowy ASC Schöppingen, który trenował od 1987 roku przez pięć lat. Od 1992 do 1994 był szkoleniowcem SC Verl. W 1999 roku został trenerem drugoligowego VfL Bochum. Trenował go od października do grudnia 1999. Przed rozpoczęciem sezonu 2001/2002 ponownie został szkoleniowcem Bochum. Tym razem również trenował go do grudnia. W sezonie 2002/2003 przez miesiąc był szkoleniowcem drugoligowego MSV Duisburg. Od lipca do października 2006 trenował Rot Weiss Ahlen, który dotychczas był jego ostatnim klubem w karierze trenera.